# Вламертинге
Вламертинге (нидерл. Vlamertinge) бывшая деревня в бельгийской провинции Западная Фландрия и пригород города Ипр. Центр пригорода расположен недалеко от центра города Ипр, вдоль главной дороги N38 до близлежащего города Поперинге.
Вламертинге является самым большим пригородом Ипра. На западе Вламертинге, по дороге в Поперинге, есть деревня Брандхук.

## История
Первые упоминания о Вламертинге датируются средними веками. В 857 году во Вламентинге была построена часовня. В 970 году Ипр был разрушен, и часовня Вламентинге сгорела. Самый старый документ, известный на данный момент, который содержит название "Вламертинге", датируется 1066 годом. Балдуин V, граф Фландрии, его жена Адела и их сын Балдуин, в этом документе передали товары главе церкви Святого Петра в Лилле.

## География
Вламертинге находится на высоте 17 метров над уровнем моря. Пригород также граничит с Вормезеле на юго-востоке, Кеммелом и Диккебюсом на юге, Ренингелстом на юго-западе, Поперинге на западе, Элвердинге на севере и Бриленом на северо-востоке.

## Население
С 1487 по 1697 год численность население Вламентинге сильно сократилась. Наиболее правдоподобным объяснением этого могла бы стать Восьмидесятилетняя война в Нидерландах. Во время Первой мировой войны население снова начало сокращаться. Это связано с тем, что Ипр, который был тогда фронтовым городом, был сильно разбомблен, и Вламентинге также сильно пострадал от этих бомбардировок.

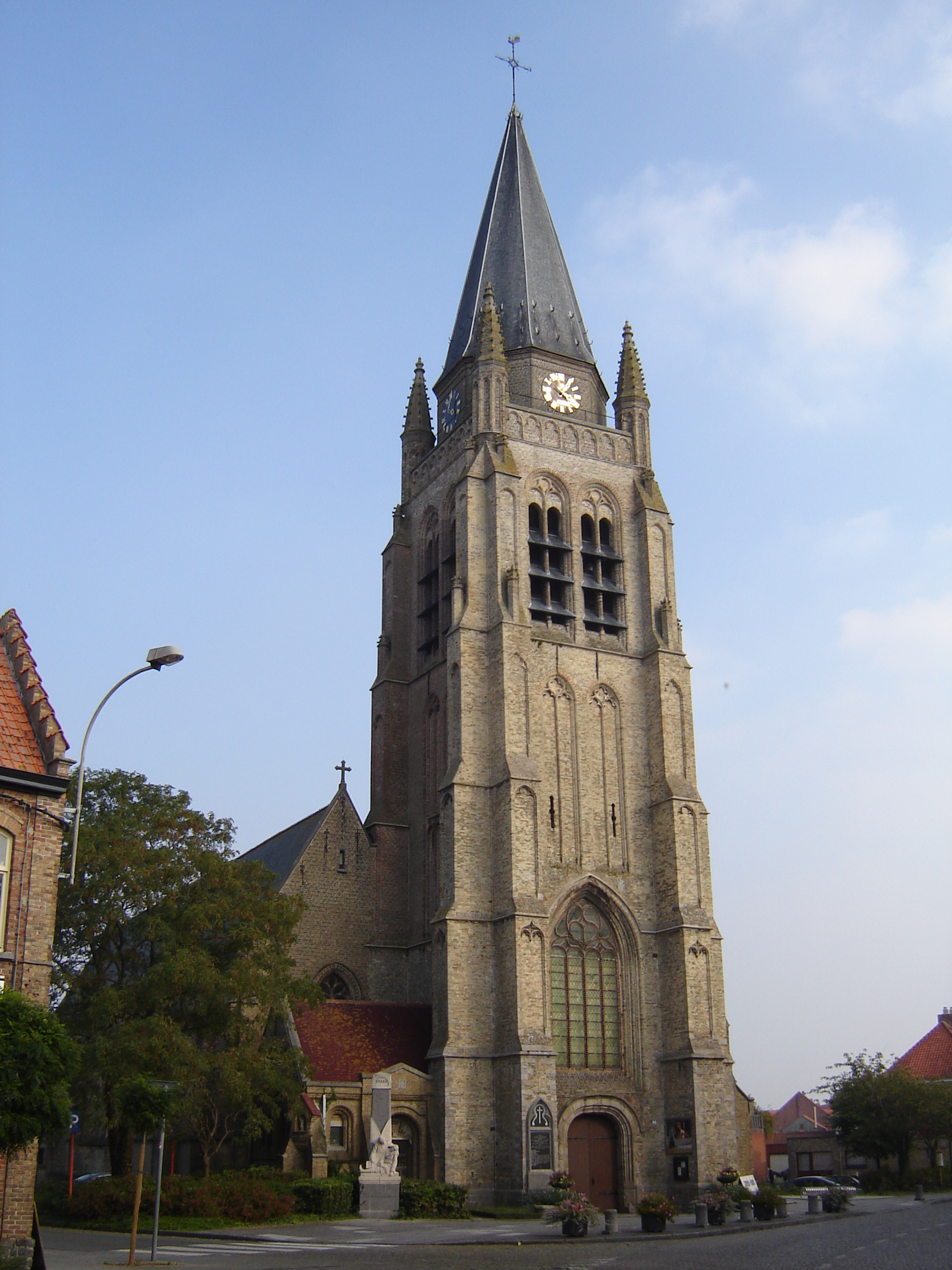

## Достопримечательности
- Церковь Святого Ведастуса
- Бывшая ратуша Вламертинге с 1922 года, в стиле неофламандского ренессанса
- Замок Вламертинге или Castle du Parc, построенный в 1857-1858 годах по заказу виконта Пьер-Гюстава дю Парк, после того, как его спроектировал Йозеф Шадде.
- Во Вламертинге есть несколько британских военных кладбищ Первой мировой войны:
  - Brandhoek Military Cemetery
  - Red Farm Military Cemetery
  - Vlamertinghe Military Cemetery
  - Vlamertinghe New Military Cemetery
  - Railway Chateau Cemetery
  - Divisional Cemetery
  - Brandhoek New Military Cemetery

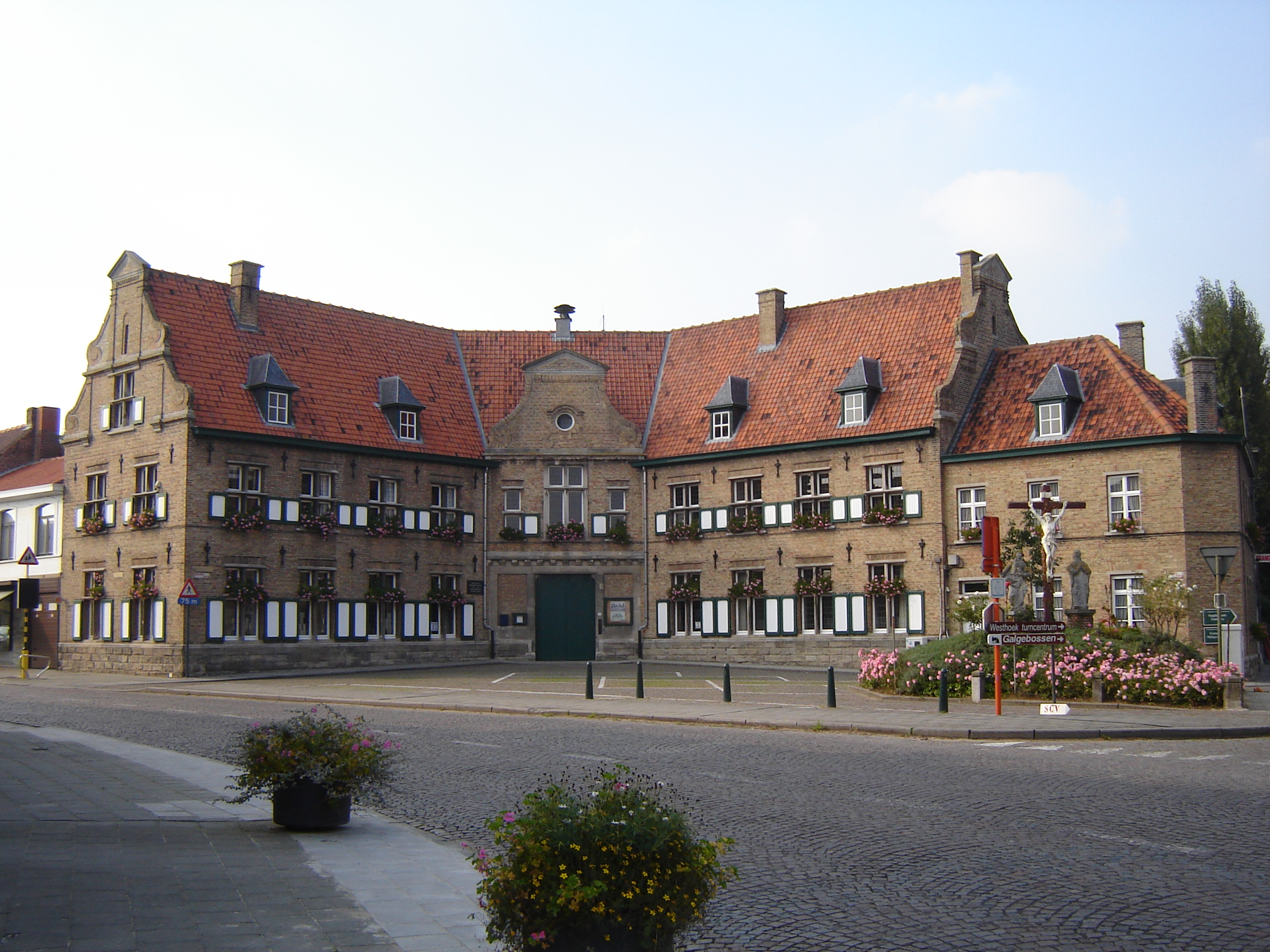

  - Brandhoek New Military Cemetery No.3
  - Hop Store Cemetery